# Primorska obalnica
Primorska obalnica (lat. Aeluropus littoralis), zeljasta trajnica iz porodice travovki, raširena po Mediteranu i dijelovima Azije, raste i u Hrvatskoj.
Podzemne vriježe duge su do jedan metar. Stabljika s listovima naraste od 10 do 25 centimetara, uspravna ili povijena. Listovi su dugi 5 cm ili kraći, uspravni ili koso stršeći, Cvat je gusta metlica, duga 2,5-5 cm. Klasić ima 4 do 10 cvjetova.
Voli zaslanjene muljevite i pjeskovite morske obale. Prema IUCN klasifikaciji: vrsta je zbog turizma i gubitka staništa kritično ugrožena.